# Paralecanium paradeniyense
Paralecanium paradeniyense är en insektsart som först beskrevs av Green 1904.  Paralecanium paradeniyense ingår i släktet Paralecanium och familjen skålsköldlöss.
Artens utbredningsområde är Sri Lanka. Inga underarter finns listade i Catalogue of Life.